# Calandrinia ciliata
Calandrinia ciliata es una especie de planta herbácea anual en la familia de las portulacáceas.  Es originaria de Sudamérica. 

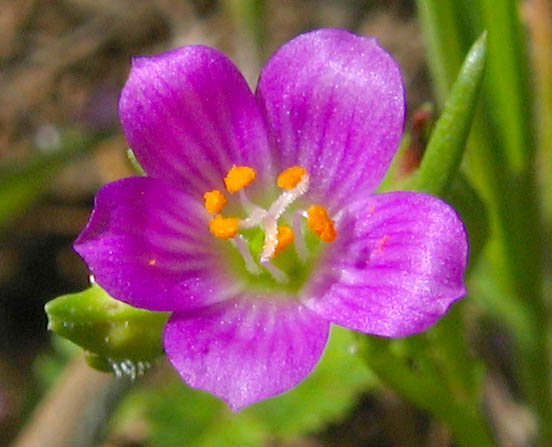
Detalle de la flor

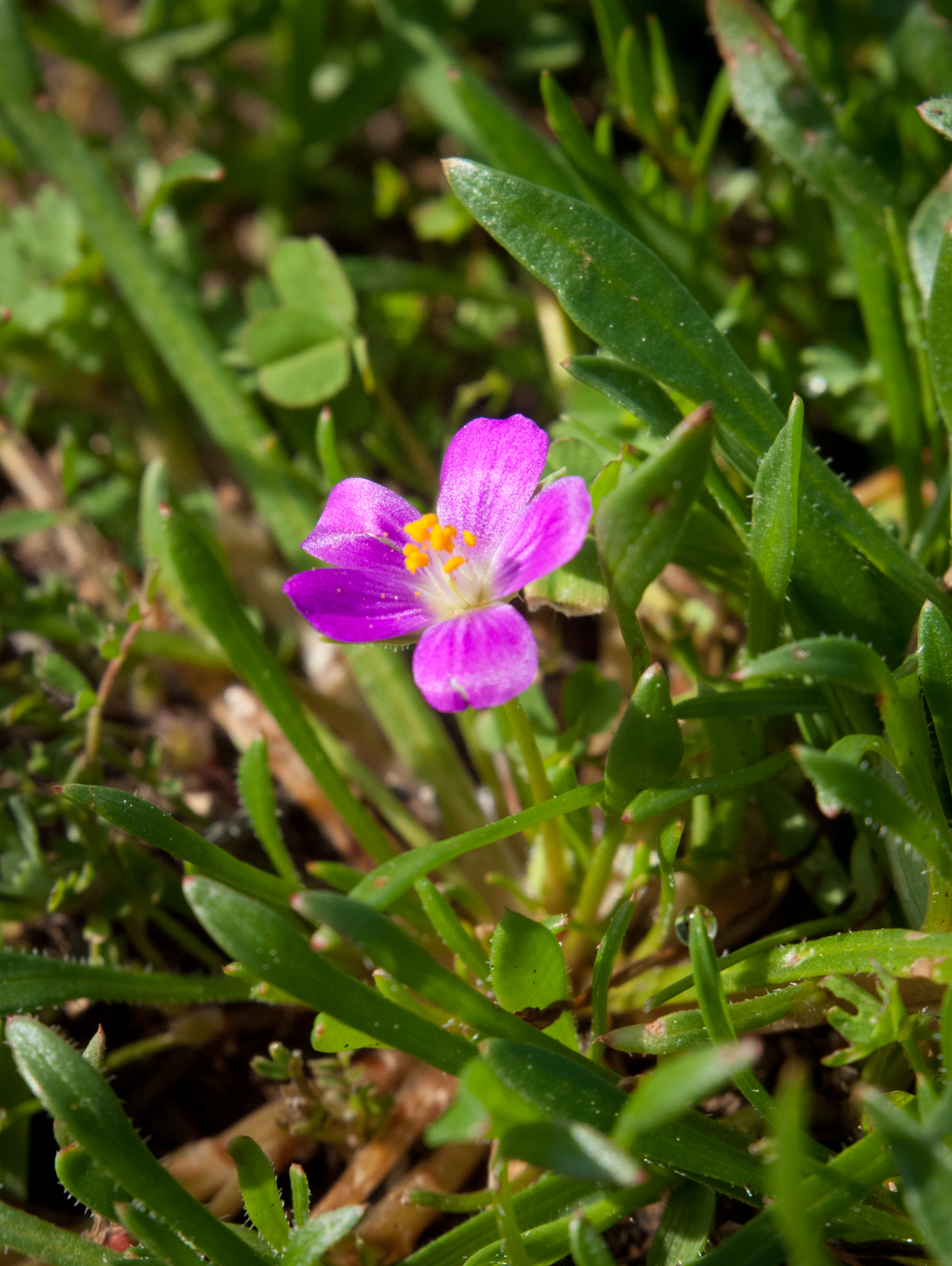
Vista de la planta

## Descripción
Es una planta anual postrada, de bajo crecimiento. Es muy atractiva, con brillantes flores magenta, que abren plenamente en día radiante de sol. Sus pequeñas semillas, negras, usualmente germinan tarde en el verano, y la planta inverna como una pequeña plántula. En primavera crece rápidamente y florece frecuentemente en octubre. Alcanza 35 cm o más de longitud, mientras sus hojas basales pueden tener 1 cm de largo. Sus más cercanos parientes en Sudamérica están entre los 35 y 50° S. 
Estudios genéticos de genoma identifican los parámetros "ITS" y las secuencias  "ycf3-trnS" idénticas con Calandrinia menziesii.

## Taxonomía
Calandrinia ciliata fue descrita por (Ruiz & Pav.) DC. y publicado en Prodromus Systematis Naturalis Regni Vegetabilis 3: 359. 1828.
Etimología
Calandrinia: nombre genérico que fue nombrado en honor de Jean Louis Calandrini, botánico suizo del siglo XVIII.
ciliata: epíteto latíno que significa "ciliada".
Sinonimia
- Calandrinia arizonica Rydb.
- Calandrinia axilliflora Barnéoud
- Calandrinia bonariensis Hauman
- Calandrinia caulescens Kunth
- Calandrinia caulescens Phil.
- Calandrinia elegans Spach
- Calandrinia feltonii Skottsb.
- Calandrinia menziesii (Hook.) Torr. & A.Gray
- Calandrinia menziesii var. alba Orcutt
- Calandrinia micrantha Schltdl.
- Calandrinia muricata Rydb.
- Calandrinia phacosperma DC.
- Calandrinia pulchella Lilja
- Calandrinia speciosa Lindl.
- Calandrinia stenophylla Rydb.
- Calyptridium depressum A.Nelson
- Claytonia alba var. caulescens (Kunth)
- Claytonia axilliflora (Barnéoud) Kuntze
- Claytonia caulescens (Kunth) Kuntze
- Claytonia ciliata (DC.) Kuntze
- Claytonia menziesii (Torr. & A.Gray) Kuntze
- Claytonia peruviana Kuntze
- Claytonia speciosa (Lilja) Kuntze
- Cosmia caulescens Dombey ex Spreng.
- Cosmia montana Dombey ex DC.
- Phacosperma peruviana Haw.
- Rhodopsis speciosa Lilja
- Talinum caulescens (Kunth) Spreng.
- Talinum ciliatum Ruiz & Pav.	basónimo
- Talinum mensiesii Hook.
- Talinum menziesii Hook.
- Tegneria speciosa Lilja
- Tetragonia peruviana Haw.[2]